# Castelo de Rathfarnham
O Castelo de Rathfarnham (em irlandês: Caisleán Rath Fearnáin) localiza-se em Rathfarnham, no Condado de Dublin, na República da Irlanda.

## História

### Antecedentes
Vizinho às montanhas de Wicklow, a sua primitiva estrutura remonta a um castelo anglo-normando, construído para defesa ante os clãs irlandeses. Até 1583, foi propriedade da família Eustace, de Baltinglass, mas o castelo e seus domínios foram confiscados por causa da participação da família na Segunda Rebelião de Desmond.
O atual edifício foi projetado por James Athenian Stewart e por sir William Chambers, e acredita-se tenha sido erguido a partir de 1583 quando a propriedade foi adquirida por Adam Loftus, então Lorde Chanceler da Irlanda. Nessa época, Rathfarnham foi descrita como uma "vila arruinada".
O novo castelo ainda não estava concluído quando, em 1600, teve que suportar um ataque do clã Wicklow durante a Guerra dos Nove Anos na Irlanda.

### A Guerra Civil
O Arcebispo Loftus deixou o castelo a seu filho, Dudley, e após ao seu filho Adam, em 1616. Enquanto na posse de Adam, o castelo veio a sofrer assédio durante a Rebelião Irlandesa de 1641. Teve a capacidade de se manter contra o Exército Confederado que o país vizinho enviou. Adam Loftus opôs-se ao Tratado de Paz de modo a cessar a luta entre a Confederação Irlandesa e os Cavaleiros Realistas ingleses. Como resultado, foi aprisionado no Castelo de Dublin.
Durante as Guerras Confederadas Irlandesas que se seguiram, de 1641 a 1653, o castelo mudou de mãos diversas vezes. De 1641 a 1647, esteve guarnecido por tropas dos Cavaleiros Realistas ingleses. Em 1647, Ormonde, comandante dos Realistas na Irlanda, submeteu Dublin ao Parlamento Inglês e as tropas do Parlamento estiveram estacionadas no castelo até 1649. Neste ano, alguns dias antes da batalha de Rathmines, o castelo, que estava guarnecido pelas forças do Parlamento, foi assaltado e conquistado pelos Cavaleiros Realistas. O castelo, conquistado sem luta pelas tropas Confederadas e Realistas naquele ano, foi reocupado pelos Cabeças Redondas após a batalha em Rathmines. Também foi reportado que Oliver Cromwell aqui manteve Concelho durante a sua campanha de conquista da Irlanda antes de prosseguir para o Sul, para impor cerco a Wexford. Adam Loftus, que recuperou o castelo e as suas terras sob Cromwell, alinhou-se aos Parlamentaristas e foi morto no Cerco de Limerick, em 1651.

### O século XVIII
Após a Guerra Civil Inglesa, a família de Loftus manteve a posse do castelo. Em 1659, o Dr. Dudley Loftus, bisneto do Arcebispo Loftus, assumiu a propriedade do castelo. Posteriormente, a propriedade passou por casamento para Philip Wharton. A família Wharton vendeu a propriedade, em 1723 ou 1724, a William Connolly, político famoso, orador da Câmara dos Comuns Irlandesa pelo montante de £62,000.
Em 1742, o castelo foi vendido ao Dr. Hoadly, Arcebispo de Armagh, tendo passado, por sua morte, quatro anos mais tarde, para seu genro Bellingham Boyle. Em 1763 (1767?), este vendeu a propriedade a Nicholas Loftus, segundo conde de Ely, um descendente de Adam Loftus, o construtor original do castelo.
Este jovem faleceu em poucos anos, provavelmente como conseqüência indireta das grandes adversidades que houvera sofrido na sua juventude. Os seus bens passaram a seu tio, Henry Loftus, que havia criado o Condado de Ely em 1771. Este nobre foi o responsável pela transformação da fortificação medieval numa mansão em estilo georgiano. As brechas estreitas foram aumentadas e as ameias substituídas por um cordão de urnas decorativas. Uma extensão semicircular foi adicionada pelo lado Leste assim como um alpendre de entrada, no formato de um antigo arco do triunfo romano, precedido por degraus, a Norte. O interior foi decorado de acordo com os gostos do período e os por seus artistas principais, incluindo Angelica Kauffman, empregada nos trabalhos. Os escritores do período que visitaram a casa deixaram-nos descrições de seu esplendor.
Henry Loftus faleceu em 1783 e foi sucedido por seu sobrinho Charles Tottenham. Este, subsequentemente, veio a tornar-se marquês de Ely e, posteriormente, como recompense por seu voto ao tempo do Unionismo, conde de Ely.

### O século XIX
No início do século XIX, em 1812, a família Loftus vendeu a propriedade e removeu o seu valioso recheio para o Loftus Hall em Wexford. As terras então foram usadas pela família Ropers (1812-1852) para a pecuária leiteira e o castelo, abandonado, entrou em processo de ruína, sendo dilapidado. Em 1852 foi adquirido pelo Lorde Chanceler Francis Blackburne, cuja família ali passou a residir até 1912. Nesse ano a propriedade foi vendida à empresa de empreendimentos imobiliários Bailey & Gibson, que a dividiu: a parte oriental foi transformada em um campo de golfe, o "Castle Golf Club"; o restante da propriedade foi adquirida pela Companhia de Jesus em 1913 - o castelo passou a abrigar um sismógrafo e a parte Noroeste passou a ser utilizada como alojamentos.

### O castelo na atualidade
O castelo foi vendido pela Companhia de Jesus para a empresa Delaware Properties em 1985 e acreditou-se que seria demolido. Após uma grande campanha de pressão do público para a sua preservação, foi declarado Monumento Nacional em meados da década de 1980, tendo a propriedade sido adquirida pelo Estado em 1987.
No momento, o castelo encontra-se em extensa reforma, com partes abertas à visitação pública.

## Características
O primitivo castelo apresentava planta quadrangular, com torres em cada vértice. Dividido internamente em quatro pavimentos, as paredes tinham, em média, cinco pés de espessura. As extensas alterações na estrutura, promovidas no século XVIII, acarretaram-lhe feições em estilo grego, dando-lhe a aparência de uma casa moderna.
No pavimento térreo existem dois compartimentos abobadados, separados por uma parede de quase dez pés de espessura, que se ergue a plena altura do castelo. No pavimento térreo, após o corredor de entrada, encontram-se as salas da biblioteca e da recepção, e no pavimento acima, o salão de bailes, posteriormente convertido em capela.
A norte do castelo existia uma longa câmara abobadada anteriormente conhecida como Câmara ou Forte de Cromwell. A sua função, aparentemente, era a de um celeiro ou de armazém relacionado com a fazenda do castelo. Como o próprio castelo, esta câmara apresentava aberturas estreitas em suas paredes de cinco pés de espessura. Em 1922 foi incorporado à nova casa de retiro, com a qual passou a formar o pavimento térreo, com a sua natureza oculta do exterior por uma cobertura uniforme de cimento.
Não longe do clube de golfe existiu um pequeno e atraente templo construído em pedra e tijolos, outra relíquia da ocupação da época de Rathfarnham por Lorde Ely. Ainda se encontrava a necessitar de reparos, mas assim que fosse restaurada, aumentaria em muito o beleza desta parte do conjunto. Infelizmente, por decisão do comitê, foi demolida em 1979. Outra perda considerável foi a remoção, à época da venda da propriedade pela Companhia de Jesus, em 1986, dos vitrais da capela, de autoria dos estúdios do famoso Harry Clarke.

## A lenda do fantasma do castelo
Uma das mais curiosas lendas sobre o Castelo de Rathfarnham é a que refere o esqueleto de uma mulher, encontrado no interior de uma das paredes do pavimento intermediário em 1880. É certo que ele se encontrava ali há mais de cento e trinta anos. Acredita-se que ela tenha sido trancada em um compartimento secreto numa das salas, durante um baile. Dois de seus pretendentes estavam discutindo sobre o seu amor e decidiram acertar as suas diferenças por meio de um duelo. O vencedor salvaria então a virgem de seu confinamento na parede. Mas, tendo acontecido a morte de ambos, um por afogamento e o outro das feridas recebidas, e tendo o acontecido se processado em segredo, a infortunada dama acabou sepultada viva na parede, aonde veio a falecer. O vestido de seda do cadáver encontrado em 1880 foi transformado em almofadas. Alguns acreditam que o seu fantasma ainda assombra o salão de baile do castelo.